# Paul Steindorff
Paul Steindorff (* 29. Juni 1864 in Dessau; † 18. Februar 1927 in Oakland/Kalifornien) war ein US-amerikanischer Dirigent deutscher Herkunft.
Steindorff wirkte als Dirigent von Marschkapellen, Bigbands und Chören und leitete Musicalaufführungen am Broadway und Aufführungen von Opern. Bekannt wurde er mit der Opernkompagnie von Lillian Russell, mit der er 1895 am New Yorker Abbey Theatre Jacques Offenbachs Operette La Périchole aufführte und 1897 vor Gefangenen in der Strafanstalt The Tombs auftrat. Zwischen 1889 und 1900 leitete er als musikalischer Direktor vier Broadway-Shows: The Belle of Bohemia, The Singing Girl, The Fortune Teller und The Charlatan.
Auf Einladung seines Freundes Teddy Hartman ging er 1901 an die Tivoli Opera in New York. Dort dirigierte er u. a. die amerikanische Erstaufführung von Umberto Giordanos Oper Andrea Chénier und von Ruggero Leoncavallos Zazà. Von 1902 bis 1906 leitete er die Golden Gate Park Band, mit der er regelmäßig vor 20.000 Zuhörern auftrat. Anlässlich des Besuches von Theodore Roosevelt in San Francisco 1903 trat er mit einer Band am Mechanics’ Pavillion auf.
Nach dem Erdbeben von San Francisco 1906 ging er mit den Stars der Tivoli Opera nach Oakland, wo sie als  Idora Park Comic Opera Company Shows wie The Mikado, The Pirates of Penzance und The Wizard of the Nile am Wigwam Theater aufführten.
1908 dirigierte Steindorff ein Konzert der Sängerin Blanche Arral in der Christian Science Hall in San Francisco, 1910 leitete er ein Konzert der Sopranistin Luisa Trettazini an der Lotta’s Fountain in der Market Street in San Francisco vor 90.000 Zuhörern. Im Jahr 1912 gründete er die Oakland Municipal Band. Von 1912 bis 1923 leitete er das Musikdepartment der University of California at Berkeley. Steindorff starb 1927 an den Folgen eines diabetischen Komas.